# Ringwall Lindelberg
Der Ringwall Lindelberg, auch als Burgstall Lindelburg bezeichnet, ist eine abgegangene, vermutlich aus der Frühlatènezeit stammende Ringwallanlage auf dem Lindelberg bei Rödlas, einem Gemeindeteil der Marktgemeinde Neunkirchen am Brand im Landkreis Forchheim in Bayern.
Die Wallanlage ohne Graben nimmt das etwa 1500 Meter lange und 200 Meter breite Gipfel-Plateau des Lindelberges ein. Die Wälle der Anlage sind erhalten. 
In der Südwestecke, auf dem höchsten Punkt des Lindelberges auf 545 m ü. NN, befindet sich der Burgstall Lindelburg (Burgstall Lindelberg), eine frühmittelalterliche Ringwallanlage, eingebaut in den größeren Ringwall Lindelberg. Von dieser Anlage sind keine Reste erhalten. Bei Alle Burgen werden noch Trockenmauerspuren genannt.